# Јужноамерички коати
Јужноамерички коати или коати с прстенастим репом, прстенорепи коати (Nasua nasua) је врста сисара из породице ракуна (лат. Procyonidae). Тежи 2−7,2 килограма. Мужјаци су знатно већи од женки. Мање женке могу тежити само 2 килограма. Од носа до репа су дугачки око 85−113 центиметра, од чега половина отпада на реп. Насељава тропске и суптропске пределе Јужне Америке.

## Распрострањеност
Јужноамерички коати је широко распрострањен у тропским и суптропским пределима Јужне Америке. Насељава низијска шумовита подручја источно од Анда, на надморској висини до 2.500 m, од Колумбије и Гвајана на северу до Уругваја и северне Аргентине на југу.
Присуство врсте је забележено и у западном Еквадору, и северној и западној Колумбији, али и у аргентинским покрајинама Санта Фе и Салта.

## Подврсте
је научно име под којим је 1766. врсту забележио Карл фон Лине. Касније је врста премештена у род Nasua. Број признатих подврста 2005. био је 13:
- N. n. nasua (Linnaeus, 1766)
- N. n. spadicea Olfers, 1818
- N. n. solitaria Schinz, 1823
- N. n. vittata Tschudi, 1844
- N. n. montana Tschudi, 1844
- N. n. dorsalis Gray, 1866
- N. n. molaris Merriam, 1902
- N. n. manium Thomas, 1912
- N. n. candace Thomas, 1912
- N. n. quichua Thomas, 1912
- N. n. cinerascens Lönnberg, 1921
- N. n. aricana Vieira, 1945
- N. n. boliviensis Cabrera, 1956